# گذر پرنده‌ای از کنار آفتاب
گذر پرنده‌ای از کنار آفتاب یک نمایشنامه نوشته محمد چرمشیر است که اولین بار توسط انتشارات نیلا در سال ۱۳۸۵ چاپ شده‌است. داستان این نمایشنامه به وقایع شهریور ۱۳۲۰ بازمی‌گردد؛ زمانی که رضاشاه از ایران رفته‌است و مهاجمان روسیه به ایران می‌آیند. شخصیت‌های اصلی نمایش حول محور دو خواهر آنیوشکا و مانیوشکا که لهستانی هستند می‌چرخد.
این نمایشنامه بارها در سالن‌های مختلف تئاتر به اجرا درآمده‌است.

## شخصیت‌ها
این نمایشنامه کوتاه گفتگوی پنج شخصیت است که عبارتند از:
- انیوشکا
- سربازرس هدایت
- مامیوشکا
- دکتر نجابت
- آقای فکرت

برای نمونه از زبان انیوشکا چنین روایت می‌شود: 
... چیزهایی که آسان نمی‌گذرند، هرکجا که باشند می‌آیند و می‌نشینند روی دامن زن. زن نگاهشان می‌کند و این می‌شود همه زندگی زن. زن‌ها همیشه ماتند. مات به این زندگی… کاش هیچ‌کس زن نبود. من هم‌معنی این آرمان که حرفش را می‌زنند نمی‌دانم.